# Dear Ex
Dear Ex (en xinès: 誰先愛上他的) és una pel·lícula de la República de la Xina (Taiwan) de comèdia dramàtica de 2018 codirigida per Mag Hsu i Hsu Chih-ien. És protagonitzada per Roy Chiu, Hsieh Ying-xuan, Spark Chen i Joseph Huang. Es va estrenar l'1 de febrer de 2019. Des dels Països Catalans, es pot veure per la plataforma de streaming Netflix.

## Argument
Song Chengxi (Joseph Huang), un adolescent de la República de la Xina, es veu atrapat enmig d'una amarga disputa entre la seva mare Liu Sanlian (Hsieh Ying-xuan) i Jay (Roy Chiu), que és l'amant del seu difunt pare Song Zhengyuan (Spark Chen). El motiu del conflicte és que Jay és el beneficiari de la pòlissa d'assegurança de decés en lloc de Song Chengxi. Aquest noi, en el procés de construir-se a si mateix, es rebel·la i deixa a la seva mare per a viure amb l'amant del seu pare i formar-se la seva pròpia opinió sobre ell. Tant la mare com l'amant estan de dol i es lamenten pel mateix home. Així, s'establirà entre tots dos una relació d'ajuda mútua forçada a través de l'adolescent i es recrearà una espècie de família. El fet que Jay sigui un home gai d'esperit lliure que beu, es droga i dirigeix la seva pròpia companyia de teatre influeix en la vida restringida i respectable que Liu Sanlian ofereix al seu fill.

## Recepció
Dear Ex, estrenada el 2 de novembre de 2018 al país, va ser creada en un context de debat polític, ja que la legalització del matrimoni entre persones del mateix sexe no es va dur a terme fins a sis mesos després, el 17 de maig de 2019, esdevenint així en el primer país asiàtic en fer-ho. D'altra banda, en aquest país, la producció cinematogràfica LGBT és pròspera perquè cada any, des de 1962, diverses pel·lícules LGBT són seleccionades en el Festival de Premis Cavall d'Or de Cinema de Taipei, on Dear Ex en va guanyar alguns premis, incloent-hi el de millor pel·lícula en 2018.
La pel·lícula va rebre crítiques generalment positives per part dels crítics i va ser seleccionada com l'entrada taiwanesa per a la Millor Pel·lícula Internacional en la 92a edició dels Premis de l'Acadèmia, però no va ser nominada.